# Alice Rohrwacher

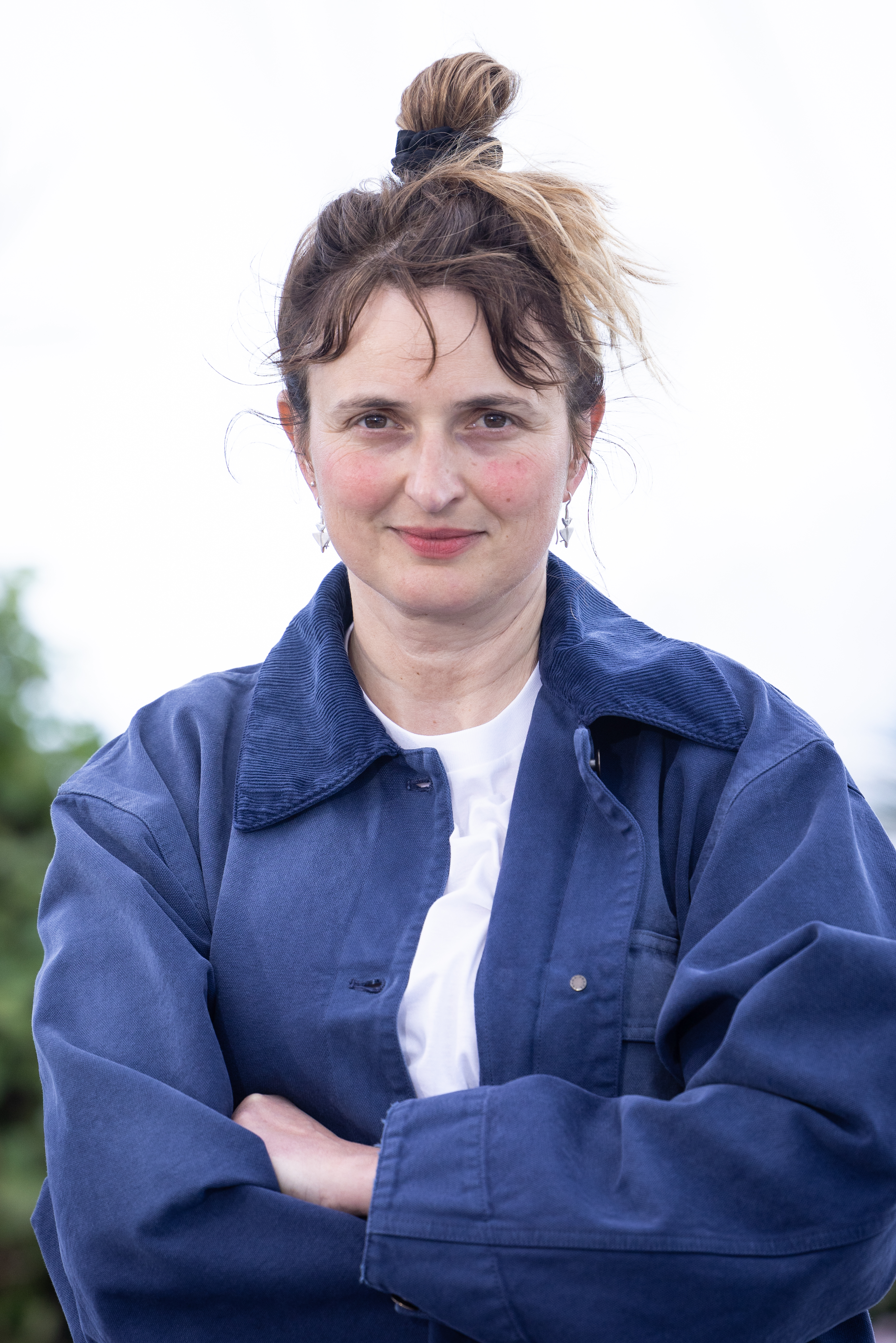
Alice Rohrwacher (2025)

Alice Rohrwacher (anhörenⓘ; * 29. Dezember 1981 in Fiesole bei Florenz) ist eine italienische Filmregisseurin.

## Leben
Alice Rohrwacher wurde in Fiesole als Tochter eines Deutschen und einer Italienerin geboren. Ihre Schwester ist die Schauspielerin Alba Rohrwacher. Alice Rohrwacher studierte Literatur und Philosophie an der Universität Turin. Im Jahr 2005 wirkte sie als Drehbuchautorin, Kamerafrau und Editorin an dem Dokumentarfilm Un piccolo spettacolo von Pierpaolo Giarolo mit. Ihr erster Film als Regisseurin war 2006 die Dokumentation Checosamanca.
2011 gab sie ihr Spielfilmdebüt mit dem Filmdrama Für den Himmel bestimmt (Corpo celeste), das bei den Internationalen Filmfestspielen von Cannes 2011 in der Reihe Quinzaine des réalisateurs aufgeführt wurde. Für diesen Film erhielt Rohrwacher einen Nastro d’Argento in der Kategorie „Beste Nachwuchsregie“ sowie beim Göteborg International Film Festival den Ingmar Bergman International Debut Award. Das 2014 entstandene Sozialdrama Land der Wunder, eine italienisch-schweizerisch-deutsche Koproduktion, wurde bei den Filmfestspielen von Cannes 2014 mit dem Großen Preis der Jury ausgezeichnet.
Im Juni 2018 wurde Rohrwacher Mitglied der Academy of Motion Picture Arts and Sciences. 2019 wurde sie in die Wettbewerbsjury des 72. Filmfestivals von Cannes berufen.
Ihr 2022 erschienener Kurzfilm Le pupille über rebellische Mädchen in einem katholischen Internat erhielt bei den 95. Academy Awards eine Oscarnominierung. Im Jahr 2023 erhielt ihr vierter Spielfilm La chimera mit Josh O’Connor in der Hauptrolle erneut eine Einladung in den Wettbewerb von Cannes.

## Filmografie (Auswahl)
- 2005: Un piccolo spettacolo (Dokumentarfilm – Drehbuch, Kamera, Schnitt)
- 2006: Checosamanca
- 2011: Für den Himmel bestimmt (Corpo celeste)
- 2014: Land der Wunder (Le meraviglie)
- 2015: De Djess (Kurzfilm)
- 2016: Violettina (Kurzfilm)
- 2018: Glücklich wie Lazzaro (Lazzaro felice)
- 2020: Meine geniale Freundin (L’amica geniale – Fernsehserie, 2 Folgen)
- 2020: Omelia contadina (Kurzfilm)
- 2020: Ad una mela (Kurzfilm, Trailer der Viennale)
- 2020: Four Roads (Dokumentar-Kurzfilm)
- 2021: Futura (Dokumentarfilm)
- 2022: Le pupille (Kurzfilm)
- 2023: La chimera
- 2024: Allégorie citadine (Kurzfilm, Co-Regie)